# Château de Vauvillers
Le château de Vauvillers est un château situé à Vauvillers, en France.

## Description
Construit en miroir, le bâtiment se compose essentiellement de deux bâtiments identiques et parallèles: le corps de logis principal et les communs.
Le bâtiment est couvert d'une toiture à tuiles vernissées.

## Localisation
Le château est situé sur la commune de Vauvillers, dans le département français de la Haute-Saône.

## Historique
Le château a été construit au XVIIIe siècle pour Gaspard de Clermont-Tonnerre, marquis de Cruzy et de Vauvillers, qui fut le doyen des maréchaux de Louis XV.
Il est inscrit partiellement à l'inventaire des Monuments historiques par arrêté du 22 février 1980 pour la conciergerie, l'escalier, l'élévation, la rampe d'appui et la toiture.
Il sert désormais d'hôtel de ville à la commune.